# Groß Stieten
Groß Stieten település Németországban, Mecklenburg-Elő-Pomeránia tartományban. Lakosainak száma 609 fő (2023. december 31.).

## Népesség
A település népességének változása:
| Lakosok száma | 606  | 574  | 535  | 640  | 609  |
|               | 2017 | 2019 | 2021 | 2022 | 2023 |